# Большая Белозерка
Большая Белозерка — река, расположенная на территории Украины, в Васильевском, Великобелозерском и Каменско-Днепровском районах Запорожской области. Впадает в Белозерский Лиман, является левым притоком Днепра.

## Описание
Длина — 84 км, площадь бассейна — 1430 км². Долина реки сравнительно узкая и глубокая, местами изрезана оврагами и балками. Русло слегка извилистое (в низовьях — более извилистое), местами река пересыхает (преимущественно в верховьях). Сооружены пруды.

## Расположение
Река берет начало около восточной части села Малая Белозерка. Сначала течет преимущественно на запад, частично — на юго-запад. В среднем и нижнем течении — на северо-запад. Впадает в Белозерский Лиман к западу от города Каменка-Днепровская .
Река имеет притоки.
Рядом с рекой расположены город Каменка-Днепровская, сёла Малая Белозерка и Великая Белозерка, а также несколько небольших деревень.